# Tommaso Tonello

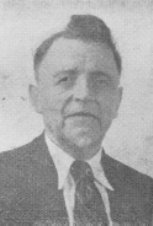

Tommaso Angelo Tonello (Fontanelle, 11 agosto 1873 – 8 aprile 1965) è stato un politico e antifascista italiano, esponente del Partito Socialista Italiano.

## Biografia
Attivo politicamente nella sua regione natale, nel 1914 organizza comizi in piazza contro la guerra e partecipa agli eventi della "settimana rossa" del mese di giugno, in cui si moltiplicarono comizi, manifestazioni e scontri fra nazionalisti e i socialisti.
Dopo la Prima Guerra mondiale, Tonello era già fra i leader politici riconosciuti della Sinistra Piave, in una zona battezzata dei giornalisti "feudo Tonello" in quanto fu capace di riunire un nutrito seguito di mezzadri e contadini in cooperative in un'area tradizionalmente lontana dalle zone favorevoli al sindacalismo di classe come il Basso Piave. Eletto nelle file del Partito Socialista nel 1919, Tonello si schierò rapidamente contro l'avanzare del Fascismo. 
Continuò la lotta a favore dei mezzadri, il 3 agosto 1920 fomentò a Treviso un'imponente manifestazione di 5000 persone in Piazza Cavallerizza (oggi Viale Cadorna), a sostegno di quello che era stato definito il "Patto Tonello", ossia un nuovo patto colonico che proponeva di rimpiazzare la mezzadria con un canone d'affitto pagato in denaro. Nel 1921, gli scontri con gli squadristi si fanno più regolari: un comizio ad Oderzo termina con spari e botte e, all'occasione di un altro comizio a Castelfranco Veneto, Tonello viene caricato su una macchina e riaccompagnato di forza a Treviso.
Nel marzo del 1922, Tonello denunciava, in una sua interrogazione alla Camera, l'attività «di sindacati anonimi di capitalisti, di latifondisti» che di fatto, imponevano una mano di ferro sul lavoro mezzadrile.
Tonello fu, durante il Fascismo, confinato a Oderzo.  Lì continuò a venire perseguitato dagli squadristi in camicia nera, tanto che si rifugia a Lugano, città che già accoglieva un folto gruppo di rifugiati antifascisti, fra cui Randolfo Pacciardi, il giurista Egidio Reale. Lì partecipò al giornale Libera Stampa, fondato nel 1913 da un gruppo dissidente affinché si contrapponesse a L'aurora, organo ufficiale del Partito Socialista Ticinese. Diventato redattore, scrive articoli denunciando la violenza politica di Mussolini e criticando la politica italiana.
Scappa in seguito in Francia, a Tolosa, assieme a Giuseppe Saragat, Luigi Campolonghi, Giovanni Faraboli ed altri antifascisti italiani. Nel marzo del 1943, un funzionario della polizia politica italiana richiede l'arresto e la consegna del gruppo, ma questi evitano il fermo.
Dopo la guerra, ritornato in Italia, diviene membro dell'Assemblea costituente nelle file del Partito Socialista Italiano di Unità Proletaria ed in seguito, senatore della Repubblica durante la prima legislatura.